# Ciclone Cleo
O ciclone tropical intenso Cleo (designação do JTWC: 03S, conhecido simplesmente como ciclone Cleo) foi um intenso ciclone tropical que esteve ativo em meados de dezembro de 2009 no Oceano Índico Sudoeste. Sendo o sexto sistema tropical, a terceira tempestade tropical dotada de nome e o primeiro ciclone tropical intenso da temporada de ciclones no Índico Sudoeste de 2009-2010, Cleo formou-se de uma área de perturbações meteorológicas em 6 de dezembro, e intensificou-se para uma depressão tropical no dia seguinte. Com boas condições meteorológicas, Cleo se intensificou rapidamente, atingindo seu pico de intensidade como um ciclone tropical intenso em 8 de dezembro, com ventos máximos sustentados de 230 km/h (um minuto sustentado), segundo o Joint Typhoon Warning Center (JTWC), ou 195 km/h (10 minutos sustentados), segundo o CMRE de Reunião. A partir de então, Cleo começou a se deteriorar assim que começou a enfrentar a piora das condições meteorológicas. O ciclone se enfraqueceu para uma tempestade tropical severa no dia seguinte, e para uma depressão tropical em 11 de dezembro, dissipando-se totalmente em 14 de dezembro.
Como Cleo não ameaçou ou atingiu regiões costeiras, nenhum alerta ou aviso de ciclone ou tempestade tropical foi necessário. Pelo mesmo motivo, Cleo não causou qualquer impacto à sociedade humana.

## História meteorológica

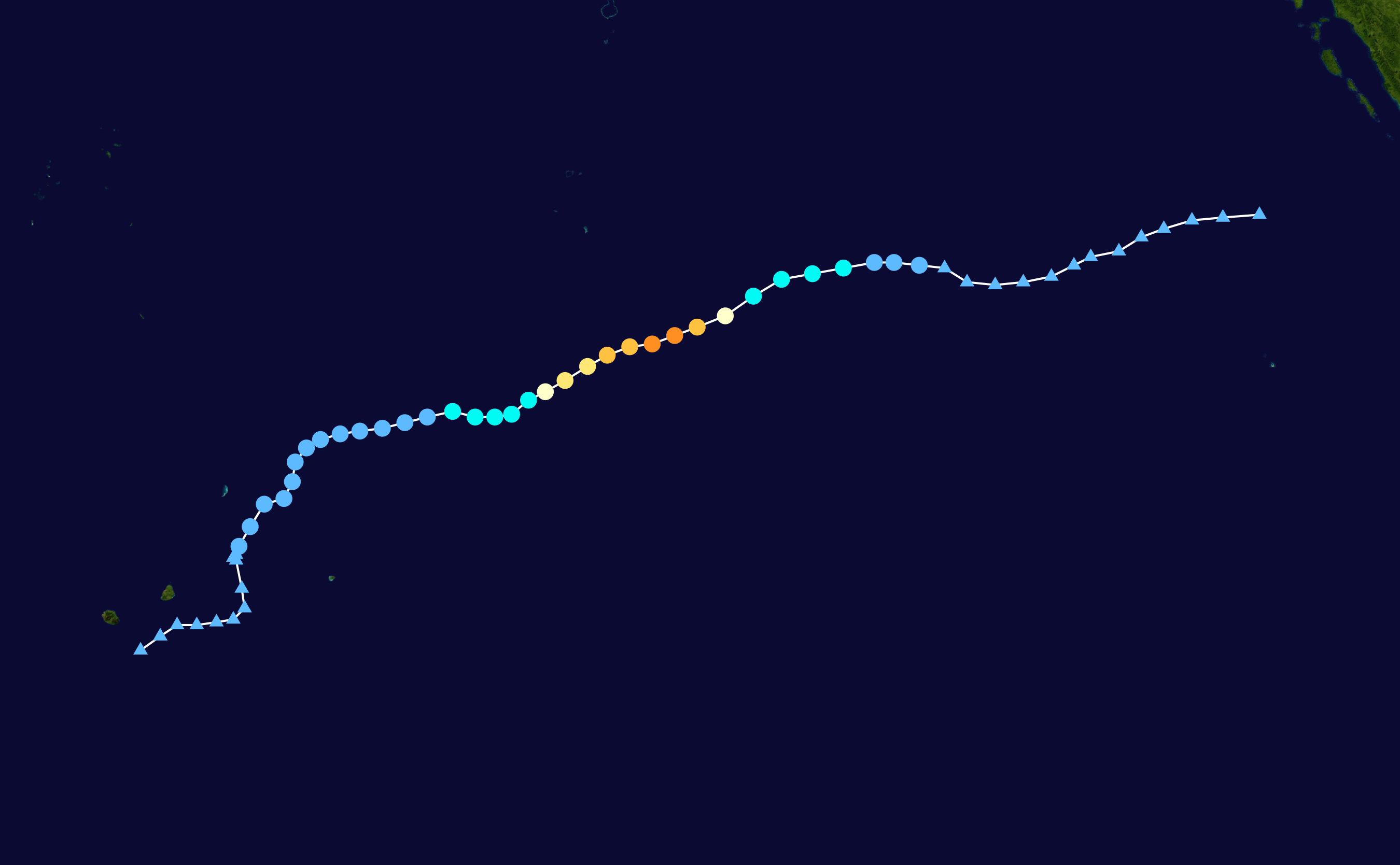
O caminho de Cleo

O ciclone Cleo formou-se de uma área de perturbações meteorológicas  que começou a mostrar sinais de organização em 3 de dezembro, a cerca de 640 km a noroeste das Ilhas Cocos (Keeling), ainda situado na área de responsabilidade do Centro de Aviso de Ciclone Tropical (CACT) de Jacarta, Indonésia. Inicialmente, o sistema se consistia de uma ampla circulação ciclônica de baixos níveis, embora não apresentasse significativas áreas de convecção profunda. Além disso, a perturbação tropical estava embebida num cavado de monção e estava numa região com condições meteorológicas desfavoráveis. O sistema seguiu para oeste lentamente, adentrando na área de responsabilidade do Centro Meteorológico Regional Especializado (CMRE) de Reunião no dia seguinte. Em 6 de dezembro, o CMRE de Reunião classificou o sistema como uma perturbação tropical e lhe atribuiu a designação "06R". Naquele dia, as condições meteorológicas ficaram mais favoráveis com a diminuição do cisalhamento do vento, o que levou à circulação ciclônica de baixos níveis a ficar mais bem definida e à formação de áreas de convecção profunda. Poucas horas depois, com a adicional definição do centro ciclônico de baixos níveis e com a melhora nos fluxos de saída de altos níveis, o Joint Typhoon Warning Center (JTWC) emitiu um Alerta de Formação de Ciclone Tropical (AFCT) sobre o sistema, o que significava que a perturbação poderia se intensificar para um ciclone tropical significativo entre 12 a 24 horas. As previsões se confirmaram e o JTWC classificou o sistema para um ciclone tropical significativo na madrugada (UTC) de 7 de dezembro., atribuindo-lhe a designação "03S".

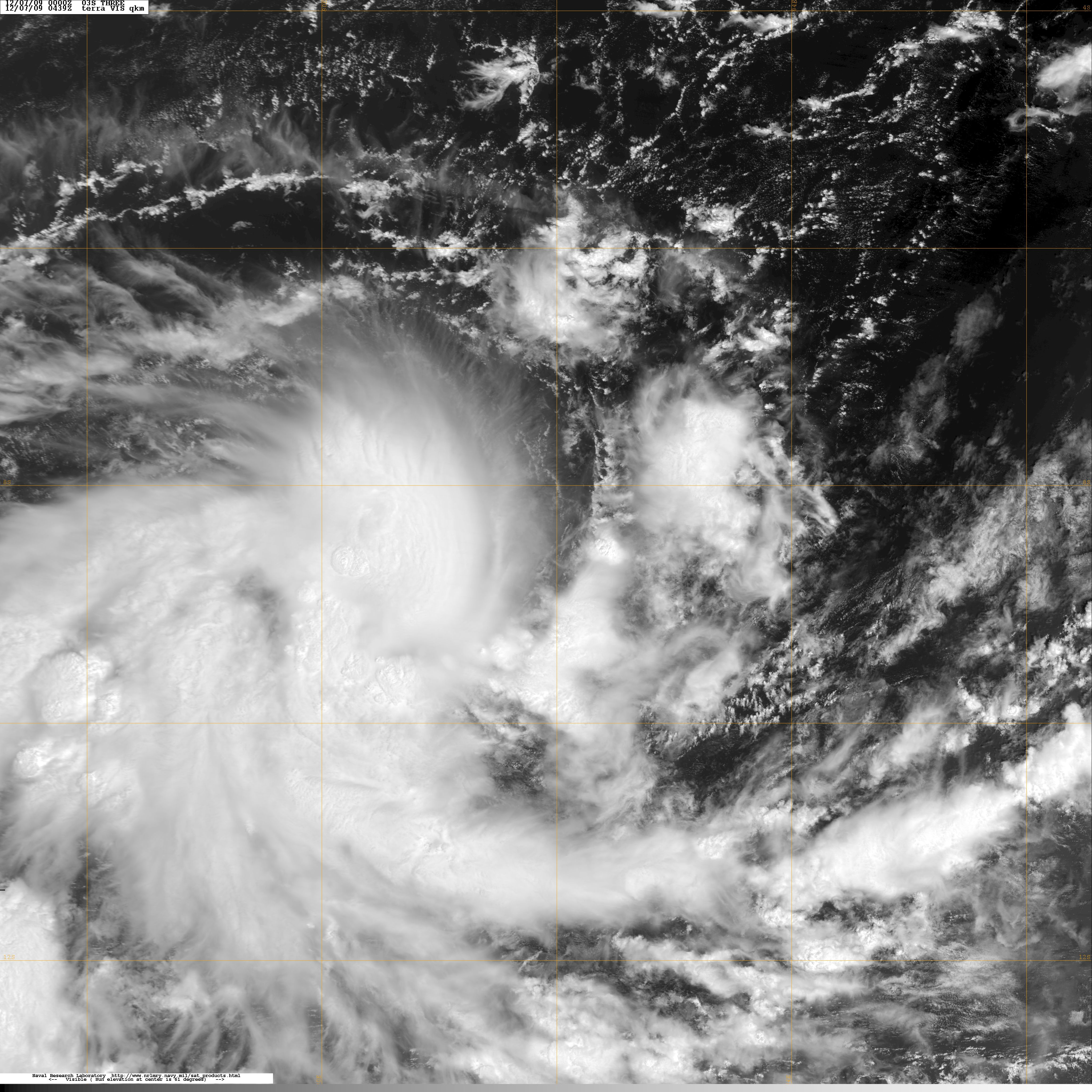
Cleo como uma tempestade tropical em 7 de dezembro

Poucas horas depois, o CMRE de Reunião classificou o sistema para uma depressão tropical, e para uma tempestade tropical moderada no início daquela tarde, atribuindo-lhe o nome "Cleo". Seguindo inicialmente para oeste pela periferia de uma alta subtropical, Cleo continuou a se intensificar gradualmente devido às condições meteorológicas favoráveis. Com isso, Cleo se intensificou para uma tempestade tropical severa, segundo o CMRE de Reunião, no início da madrugada (UTC) de 8 de dezembro. Naquele momento, um olho começou a ficar visível em imagens de satélite no canal micro-ondas, indicando contínua intensificação. Ao mesmo tempo, Cleo começou a seguir para oeste-sudoeste assim que uma série de cavados de média latitude transitavam ao sul da tempestade, dissipando a alta subtropical que direcionava o sistema. Durante aquela manhã, Cleo começou a se intensificar rapidamente com a formação de um anticiclone de mesoescala diretamente sobre o ciclone, proporcionando uma acentuada melhora dos fluxos de saída e produzindo mais áreas de convecção profunda como consequência. Naquele momento, um olho "buraco de alfinete" de 18 km de diâmetro ficou muito mais definido, indicando a maturidade e a intensidade do ciclone.
Com isso, o CMRE de Reunião classificou Cleo diretamente para um ciclone tropical intenso na escala de intensidade de ciclones tropicais utilizada pela Météo-France, a agência de meteorologia da França. Cleo atingiu seu pico de intensidade no início daquela tarde (UTC), com ventos máximos sustentados de 215 km/h (1 minuto sustentado), segundo o Joint Typhoon Warning Center (JTWC), ou 195 km/h (10 minutos sustentados) e uma pressão atmosférica central mínima de 927 hPa, segundo o CMRE de Reunião.

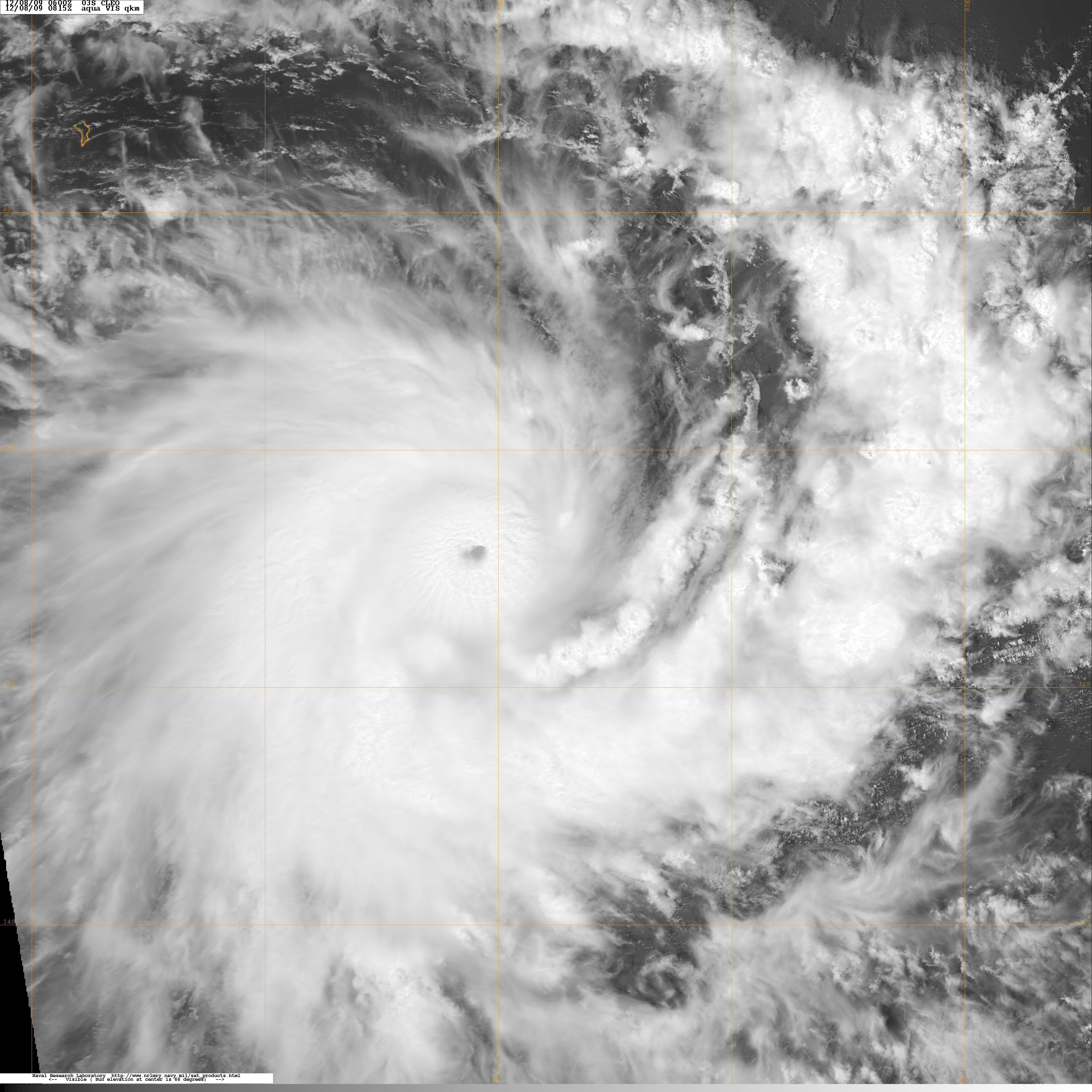
O ciclone Cleo em 8 de dezembro, poucas horas antes de atingir seu pico de intensidade

A partir de então, Cleo começou a se enfraquecer lentamente assim que o afastamento de um cavado de média latitude interrompeu parcialmente os bons fluxos de saída de Cleo. Além disso, o ciclone começou a seguir sobre águas mais frias, o que favoreceu ainda mais a tendência de enfraquecimento do sistema. Com isso, o CMRE de Reunião desclassificou Cleo para um simples ciclone tropical no início da madrugada (UTC) de 9 de dezembro, e para uma tempestade tropical severa horas depois. Cleo continuou a se enfraquecer assim que um cavado de onda curta de altos níveis aproximou-se do ciclone, aumentando ainda mais o cisalhamento do vento. As áreas de convecção profunda começaram a diminuir e a migrar para o quadrante norte do sistema, acentuando ainda mais a tendência de enfraquecimento de Cleo. Com isso, o CMRE de Reunião desclassificou o sistema para uma tempestade tropical moderada no início da noite (UTC) de 10 de dezembro. Naquele momento, Cleo seguia para sudoeste através da periferia oeste de uma alta subtropical, sobre águas mais frias e para uma região com ar mais seco, facilitando ainda mais o enfraquecimento do ciclone. Com isso, Cleo perdeu definição assim que já não apresentava áreas de convecção profunda, e sua circulação ciclônica de baixos níveis estava livre de nuvens. Devido ao estado degenerado de Cleo, o JTWC emitiu seu aviso final sobre o sistema na manhã de 11 de dezembro, enquanto que o CMRE de Reunião desclassificou o sistema para uma perturbação tropical.
Entretanto, no início da madrugada de 13 de dezembro, a área de baixa pressão remanescente de Cleo começou a seguir para oeste-sudoeste, adentrando uma região com condições meteorológicas favoráveis. Com a melhora dos fluxos de saída de altos níveis, novas áreas de convecção profunda puderam ser formadas, intensificando mais uma vez o ciclone. Com isso, o JTWC voltou a emitir avisos regulares sobre o sistema. Enquanto isso, o CMRE de Reunião classificou e desclassificou o sistema várias vezes, desde uma fraca área de perturbações meteorológicas a uma depressão tropical. Em 13 de dezembro, Cleo começou a seguir para sul-sudoeste assim que seguia pela periferia de uma alta subtropical ao seu leste enquanto se organizava, tendo seus fluxos de saída de altos níveis melhorados pela presença de outro cavado de onda curta. No entanto, o sistema começou a se degradar assim que adentrava mais uma vez uma região com condições meteorológicas menos favoráveis. Ao mesmo tempo, o ciclone começou a entrar em contato com a zona baroclínica, uma região de perturbações meteorológicas típicas de latitudes médias, e começou a se tornar um ciclone extratropical. Com isso, o JTWC emitiu seu aviso final e definitivo para o sistema no início da madrugada (UTC) de 14 de dezembro. Mais tarde naquele dia, o CMRE de Reunião desclassificou Cleo pela última vez e também emitiu seu aviso final sobre o sistema.

## Preparativos e impactos
Como Cleo não ameaçou ou atingiu regiões costeiras, nenhum alerta ou aviso de ciclone ou tempestade tropical foi necessário. Pelo mesmo motivo, Cleo não causou qualquer impacto à sociedade humana. Além disso, nenhum navio ou estação meteorológica registrou a sua passagem; o ciclone foi monitorado exclusivamente com base em imagens de satélite.